# Santa Sangre (gruppo musicale)
I Santa Sangre sono un gruppo musicale alternative rock formatosi a Milano nel 1994. Il nome del gruppo prende ispirazione dal film omonimo del regista Alejandro Jodorowsky.

## Storia

### Gli esordi
Nascono nel 1994 da una scissione all'interno dei Carnival of Fools, che porterà da un lato alla nascita dei La Crus, ad opera del cantante Mauro Ermanno Giovanardi, dall'altro alla formazione dei Santa Sangre per iniziativa di Luca Talamazzi, Maurizio Raspante e Mox Cristadoro. L'esordio è nel 1995 grazie ad un'apparizione sulla compilation “Soniche Avventure” con il pezzo “Mare crudele”.

### Ogni città avrà il tuo nome
Nel 1997 la band realizza il primo album Ogni città avrà il tuo nome, uscito per il Consorzio Produttori Indipendenti. Il disco ottiene un buon riscontro e viene premiato dalla rivista Il Mucchio Selvaggio come miglior disco d'esordio dell'anno.

### La pelle muta
All'album di debutto segue un lungo periodo di silenzio, interrotto nel 2004 con il secondo lavoro “La pelle muta”, che non ottiene i risultati sperati e porta la band a fermare nuovamente l'attività. Due loro brani inediti appariranno sulla cd compilation “Danze Moderne Vol. 1” (2008), ma si tratterà più del desiderio di omaggiare la neonata etichetta discografica Danze Moderne che non di una reale volontà di tornare sulle scene.

## Formazione
- Luca Talamazzi - voce, chitarra
- Maurizio Raspante - basso elettrico, tastiere
- Mox Cristadoro - batteria
- Gabriele Canzi - chitarra

## Discografia

### Album studio
- 1997 - Ogni città avrà il tuo nome
- 2004 - La pelle muta

### Raccolte
- 1995 - Soniche Avventure
- 2008 - Danze Moderne Vol. 1